# Nemocón
Nemocón es un municipio colombiano del departamento de Cundinamarca, ubicado en la provincia de Sabana Centro, a 45 km de Bogotá y hace parte del Área Metropolitana de Bogotá.

## Toponimia

### Origen lingüístico[5]
- Familia lingüística: Chibcha
- Lengua: Muysccubun

### Significado
El topónimo «Nemocón» significa, en muysc cubun (idioma muisca), «Lamento o Rugido del Guerrero». Nemocón presenta los vocablos nem "oso, persona fuerte", o "afirmación", "certeza", con-kon "alianza, fuerta", "dios de la fuerza y de los terremotos". Esta voz nombró uno de los dioses más temidos y respetados por los habitantes de este territorio.

### Origen / Motivación
Nemocón es el nombre indígena que tenía el pequeño pueblo muysca a la llegada de los exploradores europeos, bajo los dominios del zipa, poblado por el cacique Nemequene.

## Historia
En la época precolombina, el territorio del actual municipio de Nemocón estuvo habitado por los nemzas, de la Confederación Muisca. Desde tiempo inmemorial, los indígenas explotaban las minas de sal. En los campos de Nemocón tuvo lugar la primera batalla entre los españoles, comandados por Gonzalo Jiménez de Quesada, y los güechas (guerreros muiscas) del Zipa Tisquesusa, al mando de Zaquesazipa, hermano del Zipa. Una vez sometidos los naturales fueron repartidos los pueblos a los conquistadores principales correspondiendo a Juan de Olmos la de Nemocón, Tasgata, Tibito y Pacho.
El 9 de julio de 1593 llegó de visita el oidor Luis Enríquez. El 11 de agosto, Francisco de Rivero hizo descripción de los indios, de la que resultaron 302. El 26 de julio de 1600 llegó de visita Pedro Gonzales Rioja y profirió auto de esta fecha y junto con los indios de Tasgata fundó el pueblo. Más tarde, los de Tasgata fueron agregados a Tausa por Joaquín de Aróstequi.

## Geografía
Nemocón se encuentra localizado en la Provincia de Sabana Centro, en la cuenca alta del río Bogotá. Su cabecera municipal está localizada a los 5° 04’ 09” de latitud norte y 73° 52’ 48” de longitud oeste. La extensión total del municipio es de 9.811,19 Has km². El área urbana tiene 61.19 ha km², y el área rural, 9.750 ha km².La cabecera municipal se encuentra a una altitud de 2.585 m s. n. m.

### Clima
La mayor parte del territorio es de clima frío, con una temperatura media anual de 12,8 °C. La precipitación media anual 629.7 mm, y un número promedio mensual de días con precipitación de 153 al año. El periodo más lluvioso va de septiembre a diciembre y el más seco de diciembre a marzo.

### División Político-Administrativa
Además de su Cabecera municipal. Nemocón tiene bajo su jurisdicción los siguientes Centros poblados: Camacho, El Oratorio, El Plan, La Puerta y Patio Bonito

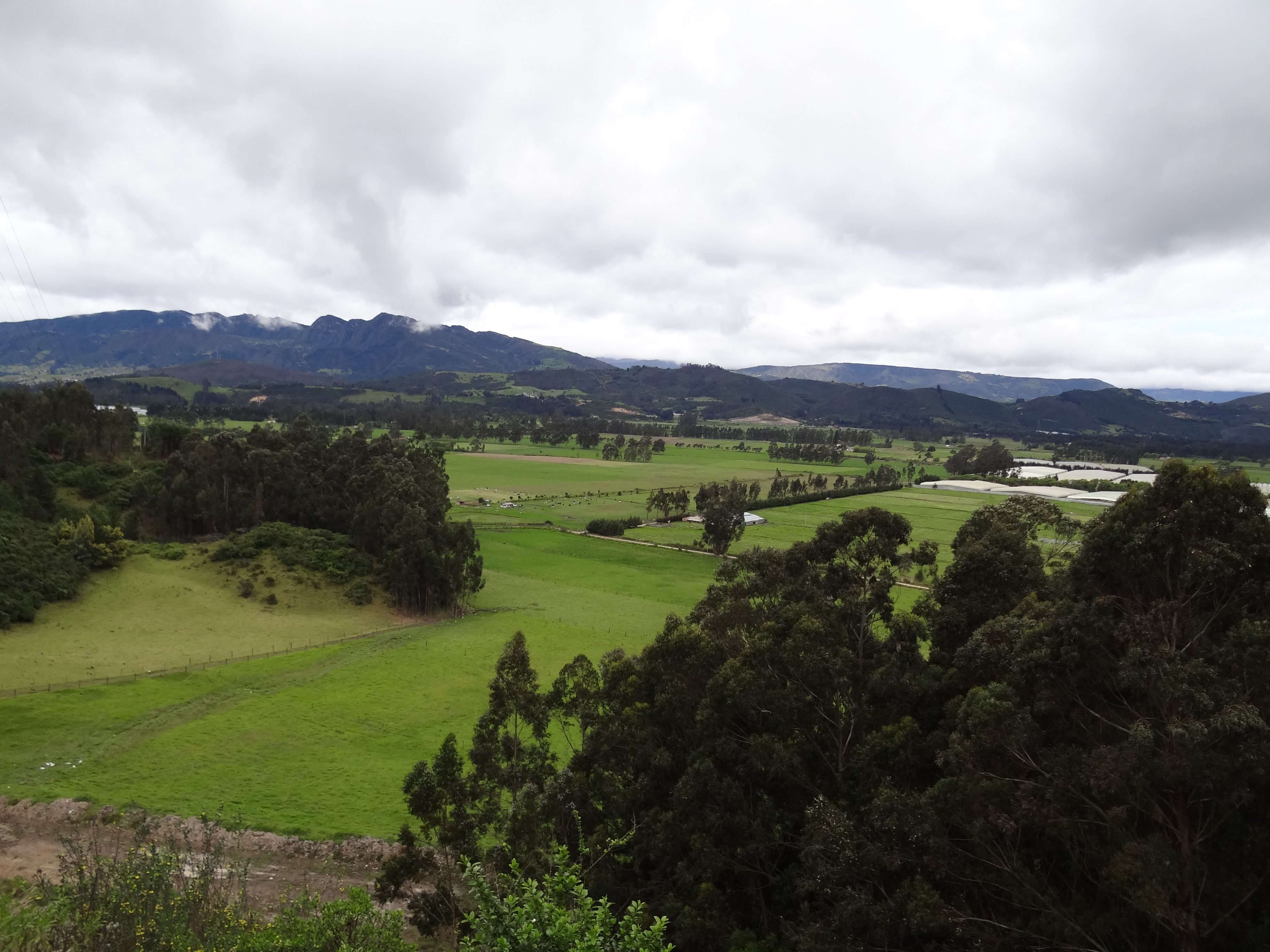
Paraje rural de Nemocón.

### Límites Municipales
El municipio de Nemocón está delimitado con los demás municipios vecinos:
| Noroeste: Tausa     | Norte: Tausa   | Nordeste: Suesca   |
| Oeste: Cogua        |                | Este: Gachancipá   |
| Suroeste: Zipaquirá | Sur: Zipaquirá | Sureste: Zipaquirá |

## Instituciones de educación
- Colegio Departamental Alfonso López Pumarejo.
- Instituto Comercial Ruperto Aguilera León.
- I.E.D. Patio Bonito.
- Centro Educativo San Juan Diego
- Colegio de la Real Legión Británica
- Colegio San Francisco de Asís
- Fundación Alberto Merani

## Turismo

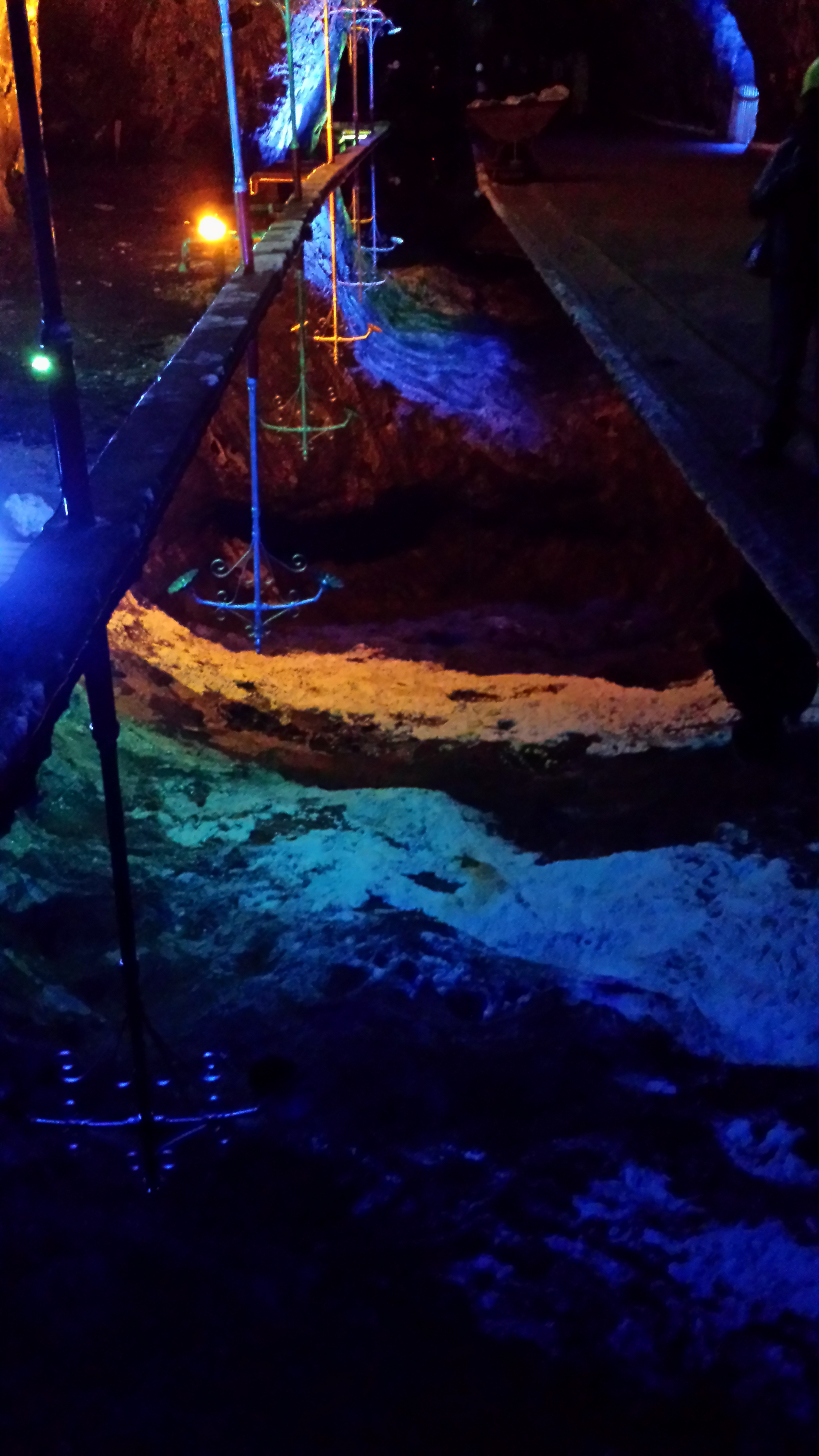
Mina de sal de Nemocón.

- Artesanías: Pañolones con borde de galón en macramé de seda y tejidos en lana virgen.
- Capilla de Santa Bárbara (colonial, con una importante riqueza histórica).
- Casa de Moros Urbina.

Sitios de interés turístico:
- Galería Museo Oviedo.
- Museo de la sal o casa del Encomendero (erigido en 1665 y habitado por el funcionario que organizó la encomienda con el propósito de proteger a los indios).
- Museo de Historia Natural de la Sábana
- Iglesia subterránea e iglesia de San Francisco de Asís.
- La fuente de Diego Fallón
- Las haciendas Casa Blanca, Casa de Teja y Casa Bonita.
- Coliseo.
- Casa de la gallina (Restaurante).
- El Colonial (Restaurante de comida típica)
- Desierto de la Tatacoita.
- Mina de sal subterránea.

## Ferias y fiestas
- Agosto: Concurso Nacional de Danza Andina Nemocón Sal y Cultura.
- Noviembre: Fiestas de noviembre
- Festival del floricultor.
- Diciembre: Festival del macramé y alumbrado navideño.

## Servicios públicos
- Energía Eléctrica: Enel, es la empresa prestadora del servicio de energía eléctrica.
- Gas Natural: Vanti es la empresa distribuidora y comercializadora de gas natural en el municipio.